# کومینگتونیت
کومینگتونیت  (به انگلیسی: Cummingtonite) با فرمول شیمیایی (MgFe)7 [OH-Si4O11]2 از مجموعه کانی هاست و از واژه محل کشف آن کومینگتون Cummington در آمریکا اخذ شده‌است. نامحلول در اسیدها MgO:۱۵٫۸۴٪  FeO:۲۶٫۲۱٪  SiO۲:۵۳٫۹۳٪  H2O:۲٫۰۲٪  و ادخالهای Ca , Mn برای اولین بار در زلاندنو کشف شد و از نظر شکل بلور: قرصی شکل - ماکله، رنگ: سبز تیره - خاکستری سبز - قهوه‌ای خاکستری، شفافیت: غیر شفاف - نیمه کدر، جلا: ابریشمی، رخ: کامل- مطابق با سطح، سیستم تبلور: مونوکلینیک و در رده‌بندی سیلیکات است همچنین خاصیت مغناطیسی ندارد و منشأ تشکیل آن دگرگونی مجاورتی یا ناحیه‌ای است.
همایند کانی‌شناسی (پارانژ) آن واکنش‌های شیمیایی و اشعه Xتره مولیت- کلریت- مگنتیت- گارنت است
، از نظر ژیزمان بلوری - خوشه جواهری کمیاب است و بیشتر در آلمان غربی، روسیه، آمریکا، سوئد، فنلاند، ژاپن و کانادا یافت می‌شود.

## منبع
- پردیس کشاورزی ایران